# Pierre-Richard Casimir
Pour les articles homonymes, voir Casimir.
 (septembre 2013).
Si vous disposez d'ouvrages ou d'articles de référence ou si vous connaissez des sites web de qualité traitant du thème abordé ici, merci de compléter l'article en donnant les références utiles à sa vérifiabilité et en les liant à la section « Notes et références ».
Pierre-Richard Casimir, né le 19 février 1970 à Port-au-Prince, est un homme politique haïtien.

## Biographie
Licencié en Droit en 1995 de l’Université d'État d’Haïti et membre du barreau de Port-au-Prince, il fait ses premières armes en 1994, en tant qu’instructeur en éducation civique à l’Amicale des Juristes, puis devient Assistant Principal au service légal de l’Académie de formation et de perfectionnement des cadres. De 1995 à 1999, il dirige un programme d’assistance judiciaire et légale aux détenus démunis, à la prison principale de Port-au-Prince, programme financé par l’USAID. Au cours de la même période, il travaille aussi comme conseiller juridique et interprète au Ministerial Advisory Team on justice de l’ambassade américaine.
De 1996 à 2005, avocat associé au cabinet de Me Louis Gary Lissade, il assure en 1999 la défense du Président de la République lors d’un procès opposant celui-ci au corps législatif, par devant la plus haute instance judiciaire du pays, la Cour de Cassation.
De 2001 à 2002, il devient directeur adjoint au cabinet particulier du Ministre de la Justice. Entre autres responsabilités inhérentes à sa fonction pendant cette période, il a travaillé avec les différents acteurs de la chaine pénale pour adresser la problématique de la détention préventive prolongée. En 2004, il a fait partie du Cabinet Particulier du Président de la République.
Consul général d'Haïti à Montréal d'avril 2005 à novembre 2011, il assure la fonction de Consul général d'Haïti à Montréal, où il a opéré de véritables changements dans la gestion des affaires consulaires et auprès des différents organismes et associations de la communauté haïtienne. Sous sa houlette, la culture du pays est valorisée par la tenue de nombreux colloques, conférences, ventes signature, expositions de produits haïtiens. Plusieurs missions commerciales sont entreprises au Québec et en Haïti. En janvier 2010, il joue un rôle important dans le processus de reconstruction, en assistant les plus hautes autorités du pays lors de la tenue de conférences, d’échanges et de coopération internationale.
En décembre 2011, il est nommé Secrétaire d’État au Ministère des Affaires étrangères pour assister le Ministre Laurent Lamothe. En août 2012, il succède à ce dernier comme Ministre des Affaires étrangères et des Cultes.
En sa qualité de chancelier, il a coordonné la visite du président Martelly au Président américain Barack Obama à Washington, ainsi que la visite du président Martelly au président français François Hollande, et a rencontré au Vatican les papes Benoît XVI et François pour ne citer que ces visites.
En avril 2014, il change de fonction pour devenir le conseiller du Président de la république.
Le 18 janvier 2015, il est nommé ministre de la Justice et de la Sécurité publique, fonction qu'il a occupé jusqu'au 23 mars 2016.
En juillet 2016, il reprend ses activités professionnelles d'avocat.